# Suzuki X-90
Il Suzuki X-90  è un piccolo SUV-fuoristrada prodotto dal 1996 al 1998 dalla casa automobilistica giapponese Suzuki. Si tratta dell'erede del Suzuki Samurai per il mercato americano. Dotato di ABS e due airbag ed equipaggiato con un motore 1.6 benzina, il modello non ha riscosso un grande successo presso il pubblico, forse a causa della presenza di soli due posti.
L'X-90 è perfettamente identico al Suzuki Vitara sia nella meccanica sia negli interni, mentre si differenzia completamente da quest'ultimo per il particolare design della carrozzeria: è una 4x4 cabrio a due posti caratterizzata dalla possibilità di rimuovere una porzione del tetto a T.